# Je ne suis qu'un cri
Albums de Jean Ferrat
Ferrat 80 Dans la jungle ou dans le zoo
Je ne suis qu'un cri est un album studio de Jean Ferrat sorti chez Temey en 1985.
Il s'agit du premier album de Jean Ferrat où l'ensemble des textes est écrit par une tierce personne, Guy Thomas.

## Histoire
Guy Thomas a précédemment écrit quelques chansons pour Jean Ferrat, Caserne (1972 - 45 tours), Le bruit des bottes - Berceuse pour un petit loupiot - Le singe (1975 - album La femme est l'avenir de l'homme), Le chef de gare est amoureux - Le petit trou pas cher (1979 - album Les Instants volés)).
Avec l'album Je ne suis qu'un cri, Jean Ferrat met en musique quatorze textes du poète-parolier et ami et lui consacre l'entièreté du disque.
Ce fait est alors unique dans le carrière du chanteur (Ferrat chante Aragon, en 1971, est un album de compilation), il y aura, plus tard, Ferrat 95, où pour son dernier opus, Jean Ferrat met en musique seize poèmes d'Aragon.
Je ne suis qu'un cri a été consacré double disque d'or et disque de platine.

## Titres
| No  | Titre                      | Durée |
| --- | -------------------------- | ----- |
| 1.  | Je ne suis qu'un cri       |       |
| 2.  | Hospitalité                |       |
| 3.  | L'Âne                      |       |
| 4.  | Viens mon frelot           |       |
| 5.  | Concessions                |       |
| 6.  | Comptine pour Clémentine   |       |
| 7.  | La Porte à droite          |       |
| 8.  | Le Cœur fragile            |       |
| 9.  | Le Châtaignier             |       |
| 10. | Petit                      |       |
| 11. | Vipères lubriques          |       |
| 12. | Pardonnez-moi mademoiselle |       |
| 13. | Le Kilimandjaro            |       |
| 14. | Les Cerisiers              |       |

## Crédits
- Paroles: Guy Thomas
- Musiques: Jean Ferrat
- Arrangements: Alain Goraguer